# Шалькенмерен
Шалькенмерен (нем. Schalkenmehren) — община в Германии, в земле Рейнланд-Пфальц. 
Входит в состав района Вульканайфель. Подчиняется управлению Даун.  Население составляет 598 человек (на 31 декабря 2010 года). Занимает площадь 10,40 км².

## Фотографии

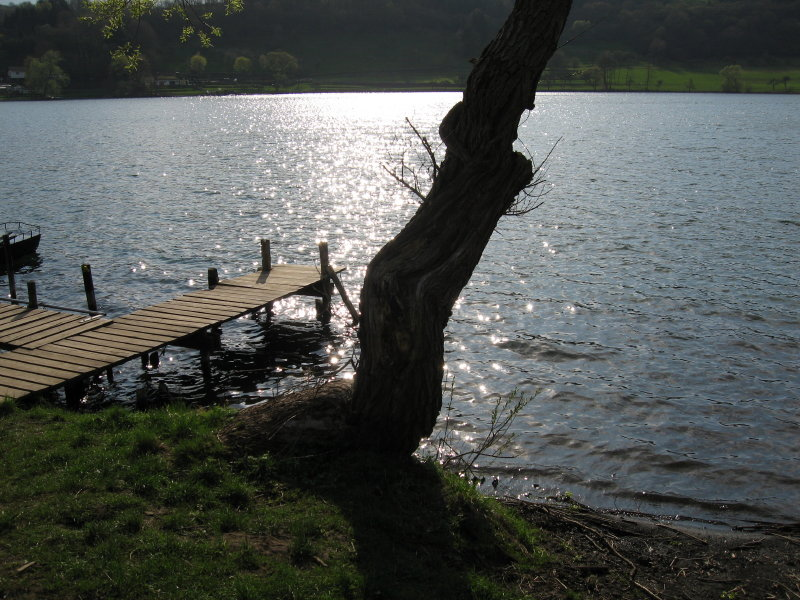
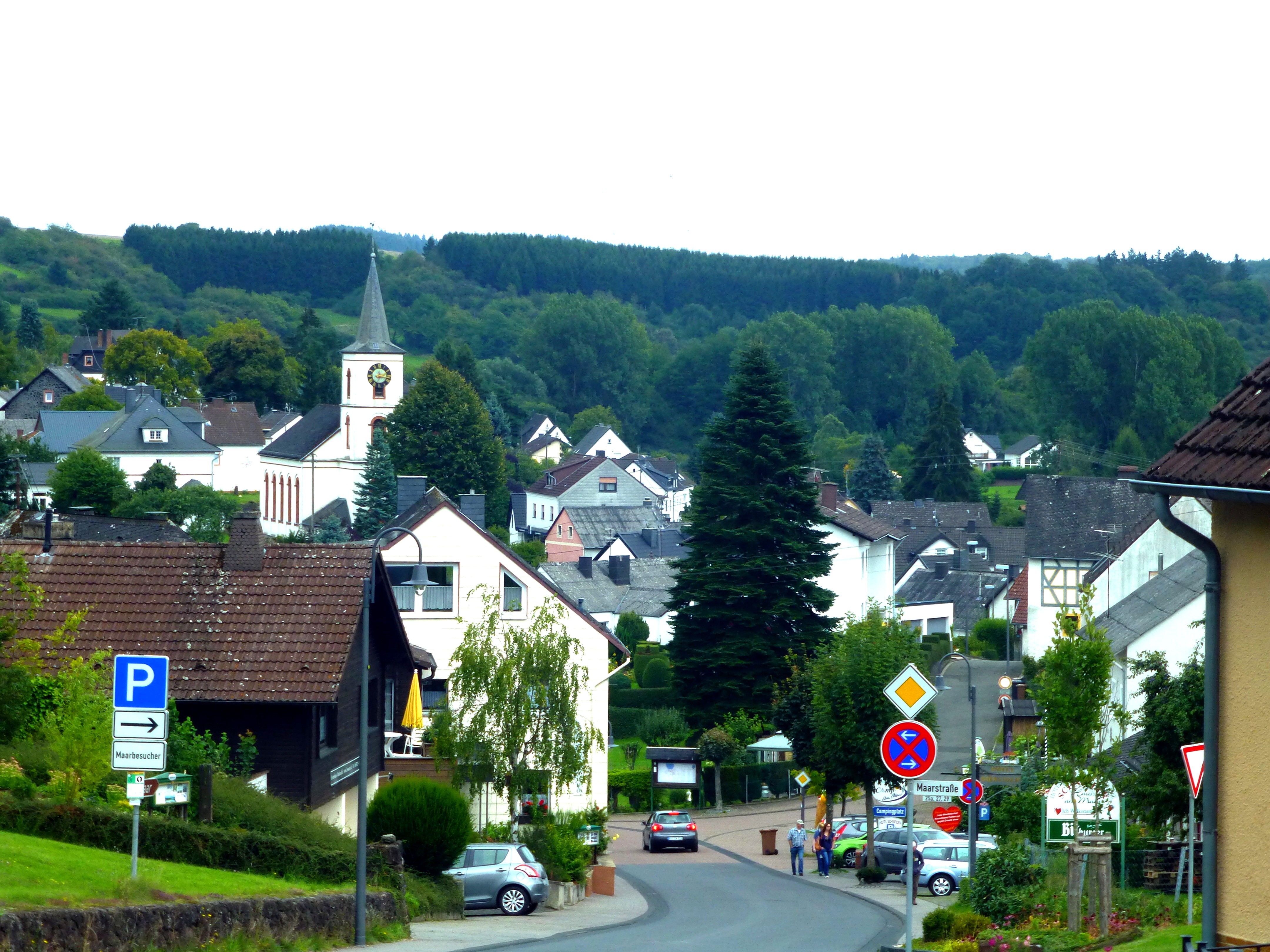
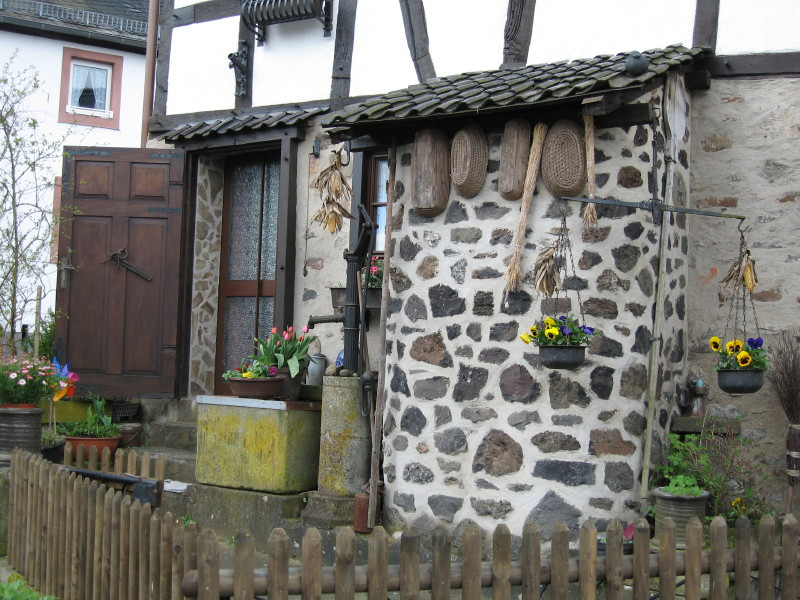